# Бертолд Фиртел
Бертолд Фиртел (на немски: Berthold Viertel) е австрийски поет, новелист, есеист и режисьор, роден във Виена в семейството на търговец евреин.

## Биография
Бертолд Фиртел следва история и философия в родния си град. Публикува стихове и художествена критика в големите литературни списания „Симплицисимус“ и „Ди Факел“ на Карл Краус, с когото го свърза близко приятелство. През 1911 г. Фиртел става съосновател, режисьор и драматург на виенския театър „Фолксбюне“. След Първата световна война работи като постановчик в Дрезден, Берлин и Дюселдорф, наред с това публикува театрална критика и фейлетони. В края на двадесетте години заминава за Холивуд, където намира поприще като сценарист и кинорежисьор. Осъществява лични контакти с много литературни и филмови знаменитости като Чарли Чаплин, Грета Гарбо, Ъптон Синклер, Дороти Томпсън и Синклер Луис.
През 1932 г. Фиртел се завръща в Австрия, но след като там се установява националсоциалистическа власт, емигрира в Париж, а след това в Англия и САЩ – в Ню Йорк той поставя драмата на Бертолт Брехт „Страх и мизерия в Третия райх“. През 1938 г. Бертолт Фиртел заедно с Йоханес Р. Бехер, Алберт Айнщайн, Лион Фойхтвангер, Оскар Кокошка, Хайнрих Ман и Стефан Цвайг е в президиума на основания в Лондон „Свободен немски културен съюз“. В 1942 г. Фиртел получава американско гражданство, но след края на Втората световна война се завръща в Европа и прави постановки за „Дойчес театър“ в Берлин и Брехтовия „Берлинер ансамбъл“, както и за Залцбургските театрални празненства.

## Творчество
Ранните стихове на Бертолд Фиртел, събрана в книгата „Следа“ (1913), както и следващите му поетически творби, са пропити от религиозност, еротика и нестихващ протест срещу буржоазните порядки. По време на емиграцията си поетът публикува антифашистките стихосбирки „Не бой се!“ (1941) и „Биография“ (1946), с които се опитва да допринесе за „хуманизирането на света“. Посмъртно излизат книгите му „Поезия и документи“ (1956) и „Събрани стихотворения“ (1981).

## Филмография
- 1922/23. DE. Nora
- 1924. DE. Die Perücke
- 1926. DE. K 13 513. Die Abenteuer eines Zehnmarkscheines
- 1929. US. The One Woman Idea
- 1929. US. Seven Faces
- 1930/31. US/DE. Die heilige Flamme
- 1930/31. US. The Spy
- 1931. US. The Magnificent Lie
- 1931/32. US. The Wiser Sex
- 1932. US. The Man from Yesterday
- 1934. GB. Little Friend
- 1935. GB. The Passing of the Third Floor Back
- 1935/36. GB. Rhodes of Africa